# Кальменев, Алпыспай Кальменович
Алпыспа́й Кальме́нович Кальменев (1869—1937) — депутат Государственной думы I созыва от Уральской области.

## Биография
Казах по национальности.
- Окончил Оренбургскую гимназию
- Окончил юридический факультет Казанского университета[5].

### Карьера
- В 1898 году письменный переводчик Темирского уездного управления[6].
- В 1906 Советник Временного совета по управлению Киргизскою ордою.
- Управитель Гурьевского уезда Уральской области, казначей. Титулярный советник.

### В Государственной Думе
25 мая 1906 избран в Государственную думу I созыва от съезда уполномоченных от инородческих волостей. Входил в Мусульманскую группу, а по сведениям трудовиков и в кадетскую фракцию. Приехал в Санкт-Петербург незадолго перед роспуском Думы.

### После 1917 года
Активный деятель партии «Алаш», сподвижник Ж. Досмухамедова, в 1917 году поддержал создание Алаш-Орды. Вместе с Досмухамедовым поддерживал Временное Правительство, выступал за создание Казахской автономной республики в составе России. В 1935—1937 годах, приезжая в Москву, встречался с проживавшим там Ж. Досмухамедовым, одним из бывших лидеров Алаш-Орды. Работал в банковской сфере в Москве и Киеве. На первых денежных банкнотах большевиков («тридцатка», 3 и 1 рубль) стоят подписи Кальменева.
В 1937 году репрессирован.

## Семья
Сын — Кальменев, Атлаш Алпысбаевич, (1902, Темир, Актюбинской обл. — 1938, Алма-Ата) с высшим образованием, нарком местной промышленности КССР, парторг. 8 марта 1938 года приговорён Военной Коллегией Верховного Суда СССР по обвинению по статьям в 58-2, 58-8, 58-9, 58-11 УК РСФСР к расстрелу. Реабилитирован по одним сведениям 11 июня 1957, по другим 11 мая 1956 года.

### Рекомендуемые источники
- Мусульманские депутаты Государственной думы России, 1906—1917 годы: Сборник документов и материалов. Уфа, 1998. С. 290;
- Усманова Д. М. Мусульманские представители в Российском парламенте, 1906—1917. Казань, 2005.

### Архивы
- Российский государственный исторический архив. Фонд 1278. Опись 1 (1-й созыв). Дело 78. Лист 67; Фонд 1327. Опись 1. 1905 год. Дело 143. Лист 208 оборот.